# Bélgica en la Copa Mundial de Fútbol de 1930
La selección de Bélgica fue una de las 13 participantes en la Copa Mundial de Fútbol de 1930, que se realizó en Uruguay. En el sorteo quedó emparejada en el Grupo D junto a las selecciones de Estados Unidos y Paraguay. Frente a la selección estadounidense cayó por 0:3, y posteriormente se inclinó frente a Paraguay por 0:1, finalizando así su participación en la primera cita mundialista.

## Jugadores
| #     | Nombre            | Posición        | Edad            | Club               |
| ----- | ----------------- | --------------- | --------------- | ------------------ |
|       | Ferdinand Adams   | Delantero       | 27              | Anderlechtois      |
|       | Arnold Badjou     | Portero         | 21              | Daring de Bruselas |
|       | Pierre Braine     | Mediocampista   | 29              | Beerschot          |
|       | Alexis Chantraine | Mediocampista   | 29              | Liégeois           |
|       | Jean De Bie       | Portero         | 38              | Racing de Bruselas |
|       | Jean De Clercq    | Mediocampista   | 25              | Royal Antwerp      |
|       | Henri De Deken    | Defensa         | 22              | Royal Antwerp      |
|       | Gérard Delbeke    | Delantero       | 26              | Brujas             |
|       | Jan Diddens       | Delantero       | 21              | Racing de Malinas  |
|       | August Hellemans  | Mediocampista   | 22              | Malinas            |
|       | Nic Hoydonckx     | Defensa         | 29              | Excelsior Hasselt  |
|       | Jacques Moeschal  | Delantero       | 29              | Racing de Bruselas |
|       | Theodore Nouwens  | Defensa         | 22              | Racing de Malinas  |
|       | André Saeys       | Delantero       | 19              | Círculo de Brujas  |
|       | Louis Versyp      | Delantero       | 21              | Brujas             |
|       | Bernard Voorhoof  | Delantero       | 20              | Lierse             |
| D. T. | Hector Goetinck   | Hector Goetinck | Hector Goetinck | Hector Goetinck    |

## Participación

### Grupo D
| Equipo         | Pts | PJ | PG | PE | PP | GF | GC | Dif |
| -------------- | --- | -- | -- | -- | -- | -- | -- | --- |
| Estados Unidos | 4   | 2  | 2  | 0  | 0  | 6  | 0  | 6   |
| Paraguay       | 2   | 2  | 1  | 0  | 1  | 1  | 3  | -2  |
| Bélgica        | 0   | 2  | 0  | 0  | 2  | 0  | 4  | -4  |

| 13 de julio de 1930, 15:00 | Estados Unidos                          | 3:0 (2:0) | Bélgica | Estadio Parque Central, Montevideo                                |                                                                   |
|                            | McGhee 23' · Florie 45' · Patenaude 69' | Reporte   |         | Asistencia: 18 346 espectadores Árbitro(s): José Bartolomé Macías | Asistencia: 18 346 espectadores Árbitro(s): José Bartolomé Macías |

| 20 de julio de 1930, 15:00 | Paraguay        | 1:0 (1:0) | Bélgica | Estadio Centenario, Montevideo                                |                                                               |
|                            | Vargas Peña 40' | Reporte   |         | Asistencia: 12 000 espectadores Árbitro(s): Ricardo Vallarino | Asistencia: 12 000 espectadores Árbitro(s): Ricardo Vallarino |